# Friedrich Unkel
Friedrich Unkel (* 1953) ist ein deutscher Jurist und Richter am Verfassungsgerichtshof für das Land Baden-Württemberg.

## Leben
Unkel trat nach vorangegangener einjähriger Anwaltstätigkeit 1982 in den baden-württembergischen Justizdienst ein. Seine ersten Stationen waren die Staatsanwaltschaft Stuttgart, das Landgericht Stuttgart sowie das Amtsgericht Böblingen. Von 1988 bis 1990 wurde er erstmals an das Justizministerium Baden-Württemberg abgeordnet. Nach der Wiedervereinigung wurde er ab Oktober 1990 in den Arbeitsstab Justiz des Koordinierungsausschusses für den Aufbau des Landes Sachsen berufen. Von 1990 bis 1992 leitete er die Strafrechtsabteilung des Sächsischen Staatsministeriums der Justiz. Von 1992 bis 1998 leitete er das württembergische Personalreferat im Justizministerium Baden-Württemberg. Von 1998 bis 2001 war er Leitender Oberstaatsanwalt der Staatsanwaltschaft Ellwangen. Von 2001 bis zu seiner Pensionierung 2020 war er Präsident des Landgerichts Ellwangen. Zum Zeitpunkt seiner Pensionierung war er der dienstälteste Landgerichtspräsident im Bezirk des Oberlandesgerichts Stuttgart.
Am 17. Juni 2009 wurde Unkel mit 105 von 117 Stimmen vom Landtag zum stellvertretenden Richter am Verfassungsgerichtshof für das Land Baden-Württemberg gewählt. Am 6. Juni 2018 wurde er mit 122 von 130 Stimmen für eine weitere Periode wiedergewählt.